# 香川県小学校の廃校一覧
香川県小学校の廃校一覧（かがわけんしょうがっこうのはいこういちらん）は、香川県内の廃校となった小学校の一覧。対象となるのは、学制改革（1947年）以降に廃校となった小学校、および分校である。学校名は廃校当時のもの。廃校時に小学校（分校）が所在していた自治体がその後、合併により消滅している場合は、現行の自治体に含む。その他、現在休校中の県内の小学校や分校も含む。
（）内は、廃校になった年（もしくは、休校の措置が取られた年）、統合先の小学校など。明確な月日が記載されていないものは、3月31日付の廃校とする。

## 高松市
- 高松市立鶴屋町小学校（1948年築地小・新瓦町小の一部と統合し新塩屋町小へ）[1]
- 高松市立屋島小学校浦生分校（1962年本校に統合、1983年高松市立屋島西小学校として再分離）
- 高松市立安原小学校戸石分校（2001年休校、2015年統合により高松市立塩江小学校〈新〉へ）[2]
- 高松市立女木小学校（2005年休校）[3]
- 高松市立日新小学校（2010年統合により高松市立新番丁小学校へ）[4]
- 高松市立二番丁小学校（同上）[4]
- 高松市立四番丁小学校（同上）[4]
- 高松市立東植田小学校菅沢分校（2008年休校）[5]
- 高松市立築地小学校（2010年統合により高松市立高松第一小学校へ）[6]
- 高松市立新塩屋町小学校（同上）[6]
- 高松市立松島小学校（同上）[6]
- 高松市立塩江小学校〈旧〉（2015年統合により塩江小〈新〉へ）[7]
- 高松市立上西小学校（同上）[7]
- 高松市立安原小学校（同上）[7]
- 高松市立庵治第二小学校（2007年休校、2010年再開[8]、2018年再休校[9]）
- 庵治村立庵治小学校大島分教場（1949年庵治第二小へ統合）[8]
- 香川町立東谷小学校（1969年高松市立川東小学校〈当時：香川町立〉へ統合）[10]
- 塩江町立香山小学校（1970年統合により上西小へ）[11]
- 塩江町立東山小学校（同上）[11]
- 塩江町立西山小学校（同上）[11]
- 香南町立由佐小学校（1964年統合により高松市立香南小学校（当時・香南町立）へ）[12]
- 香南町立池西小学校（同上）[12]

## 丸亀市
- 丸亀市立牛島小学校（1967年丸亀市立本島小学校へ統合）[13]
- 丸亀市立手島小中学校（1989年）[13]
- 丸亀市立広島西小学校　(1996年広島小へ統合)[14]
- 丸亀市立広島小学校（2010年休校）[15]
- 丸亀市立小手島小学校（2011年休校、2014年再開[16]、2020年再休校）

## 坂出市
- 坂出市立与島小学校（2000年休校、2008年廃校）[17]
- 坂出市立西部小学校（2010年統合により坂出市立坂出小学校へ）[18]
- 坂出市立中央小学校（同上）[18]
- 坂出市立沙弥小学校（同上）[18]
- 坂出市立王越小学校（2011年坂出市立松山小学校へ統合）[19]
- 坂出市立櫃石小学校（2016年休校[20]、2018年廃校[21]）
- 坂出市立岩黒小学校（2018年休校[22]、2024年廃校[23]）
- 坂出市立瀬居小学校（2022年廃校）[24]

## 観音寺市
- 観音寺市立五郷小学校（2006年観音寺市立大野原小学校へ統合）[25]
- 観音寺市立観音寺南小学校（2014年観音寺東小と統合し観音寺市立観音寺小学校へ）[26]
- 観音寺市立観音寺東小学校（2014年観音寺南小と統合し観音寺小へ）[26]
- 観音寺市立紀伊小学校（2015年大野原小へ統合）[25]
- 観音寺市立萩原小学校（同上）[25]
- 大野原町立五郷小学校海老済分校（1963年）[27]
- 大野原町立五郷小学校田野々分校（1964年）[28]
- 豊浜町立豊浜東小学校（1975年統合により観音寺市立豊浜小学校〈当時：豊浜町立〉へ）[29]
- 豊浜町立豊浜西小学校（同上）[29]
- 豊浜町立豊浜南小学校（同上）[29]

## さぬき市
- さぬき市立多和小学校槙川分校（2003年休校、2012年廃校）[30]
- さぬき市立志度小学校末分校（2009年）[31]
- さぬき市立鶴羽小学校（2010年津田小へ統合）[32]
- さぬき市立多和小学校（2012年さぬき市立長尾小学校へ統合）[33]
- さぬき市立小田小学校（2014年統合によりさぬき市立さぬき北小学校へ）[34]
- さぬき市立鴨部小学校（同上）[34]
- さぬき市立中央小学校（同上）[34]
- さぬき市立富田小学校（2015年松尾小と統合しさぬき市立さぬき南小学校へ）[35]
- さぬき市立松尾小学校（2015年富田小と統合しさぬき南小へ）[35]
- さぬき市立前山小学校（2017年長尾小へ統合）[33]
- さぬき市立神前小学校（2019年石田小と統合しさぬき市立寒川小学校へ）[36]
- さぬき市立石田小学校（2019年神前小と統合し寒川小へ）[36]
- 志度町立鴨部小学校上野分校（1963年）[37]
- 大川町立富田小学校南川分校（1970年）[38]
- 津田町立北山小学校（1998年さぬき市立津田小学校〈当時：津田町立〉へ統合）[32]

## 東かがわ市
- 東かがわ市立本町小学校はくちょう分校（1995年休校）[39]
- 東かがわ市立五名小学校鈴竹分校（2000年休校、2005年廃校）[40]
- 東かがわ市立五名小学校長野分校（2002年休校、2005年廃校）[40]
- 東かがわ市立五名小学校（2005年福栄小へ統合）[41]
- 東かがわ市立引田小学校〈旧〉（2011年相生小と統合し東かがわ市立引田小学校〈新〉へ）[42]
- 東かがわ市立相生小学校（2011年引田小〈旧〉と統合し引田小〈新〉へ）[42]
- 東かがわ市立丹生小学校（2013年誉水小と統合し東かがわ市立大内小学校へ）[43][注釈 1]
- 東かがわ市立誉水小学校（2013年丹生小と統合し大内小へ）[43]
- 東かがわ市立三本松小学校（2019年大内小へ統合）[45]
- 東かがわ市立白鳥小学校（2020年白鳥中と統合し東かがわ市立白鳥小中学校へ）[46]
- 東かがわ市立本町小学校（同上）[46]
- 東かがわ市立福栄小学校（同上）[46]
- 引田町立小海小学校（1964年引田小へ統合）[42]
- 大内町立笠松小学校（1966年誉水小へ統合）[47]

## 三豊市
- 三豊市立粟島小学校（2014年）[48]
- 三豊市立箱浦小学校（2014年三豊市立詫間小学校へ統合）[49]
- 三豊市立辻小学校（2016年統合により三豊市立山本小学校へ）[50]
- 三豊市立河内小学校（同上）[50]
- 三豊市立大野小学校（同上）[50]
- 三豊市立神田小学校（同上）[50]
- 三豊市立財田上小学校（2016年財田中小と統合し三豊市立財田小学校へ）[51]
- 三豊市立財田中小学校（2016年財田上小と統合し財田小へ）[51]
- 三豊市立大浜小学校（2019年詫間小へ統合）[49]

## 小豆郡
- 土庄町立土庄小学校〈旧〉（2015年統合により土庄町立土庄小学校〈新〉へ）[52]
- 土庄町立渕崎小学校（同上）[52]
- 土庄町立北浦小学校（同上）[52]
- 土庄町立四海小学校（同上）[52]
- 土庄町立大部小学校（2005年渕崎小へ統合）
- 小豆島町立福田小学校（2009年小豆島町立安田小学校へ統合）[53]
- 内海町立苗羽小学校堀越分教場（1959年）[54]☆壺井栄の小説『二十四の瞳』の舞台「岬の分教場」のモデル[55]。
- 内海町立福田小学校吉田分校（1966年5月）[56]
- 内海町立当浜小学校（1969年福田小へ統合）[56]
- 内海町立橘小学校（1969年8月安田小橘教場となり、1971年廃止）[56]
- 内海町立安田小学校岩谷教場（1971年）[56]
- 内海町立苗羽小学校田浦分校（1971年）[54]☆1954年映画『二十四の瞳』の舞台「岬の分教場」のロケ地。
- 内海町立苗羽小学校〈旧〉（1976年統合により小豆島町立苗羽小学校〈新〉〈当時：内海町立〉へ）[54]
- 内海町立坂手小学校（同上）[54]
- 池田町立池田小学校瞼岨山分校（1969年）[57]
- 池田町立池田小学校〈旧〉（1980年統合により小豆島町立池田小学校〈当時：池田町立〉へ）[57]
- 池田町立中山小学校（同上）[57]
- 池田町立二生小学校（同上）[57]
- 池田町立蒲生小学校（1996年池田小〈新〉へ統合）[57]
- 池田町立三都小学校（1999年池田小〈新〉へ統合）[57]

## 木田郡
- 三木町立平井小学校井上分校（1971年）[58]
- 三木町立神山小学校（2006年[59]三木町立白山小学校へ統合）[注釈 2]
- 三木町立小蓑小学校（2007年三木町立田中小学校へ統合）[60]

## 香川郡
- 直島町立直島小学校牛ヶ首分校（1959年）

## 綾歌郡
- 綾上町立枌所小学校柏原分校（1988年）[61][62]
- 綾上町立山田小学校（2005年統合により綾川町立綾上小学校〈当時：綾上町立〉へ）[63]
- 綾上町立枌所小学校（同上）[63]
- 綾上町立羽床上小学校（同上）[63]
- 綾上町立西分小学校（同上）[63]
- 綾上町立西分南小学校（同上）[63]

## 仲多度郡
- 満濃町立吉野小学校（1981年まんのう町立四条小学校の一部と統合しまんのう町立満濃南小学校〈いずれも当時：満濃町立〉へ）[64]
- 満濃町立神野小学校（同上）[64]
- 仲南町立仲南東小学校（2006年統合によりまんのう町立仲南小学校〈当時：仲南町立〉へ）[65]
- 仲南町立仲南北小学校（同上）[65]
- 仲南町立仲南西小学校（同上）[65]
- 琴南町立勝川小学校（1972年川奥小と統合し東小へ）[66]
- 琴南町立川奥小学校（1972年勝川小と統合し東小へ）[66]
- 琴南町立造田小学校（1973年中通小と統合し西小へ）[66]
- 琴南町立中通小学校（1973年造田小と統合し西小へ）[66]
- 琴南町立東小学校（2005年西小と統合しまんのう町立琴南小学校〈当時：琴南町立〉へ）[66]
- 琴南町立西小学校（2005年東小と統合し琴南小へ）[66]